# Torneo Apertura 2011 Fútbol Femenino (Chile)
El Campeonato de Apertura de Primera División de Fútbol Femenino 2011 fue el cuarto torneo de la Primera División de fútbol femenino de Chile. Comenzó el día 19 de marzo. La organización de este torneo depende de la ANFP.

## Modalidad
El torneo se jugará a partir del 19 de marzo y concluirá el 9 de julio. Los participantes juegan en una ronda contra los 15 equipos restantes. Los cuatro primeros clasifican a una eliminación directa, donde juega el 1° con el 4° y el 2° con el tercero. Los ganadores pasan a la final y los perdedores disputan el 3° y 4° puesto. El ganador de la final se coronará campeón del Campeonato Primera División de Fútbol Femenino.

## Incorporaciones y Retiros
| a Apertura 2011 |
| --------------- |
| Cobresal        |
| Cobreloa        |

| a Asociación de Origen        |
| ----------------------------- |
| Provincial Osorno Desafiliado |
| Rangers Desafiliado           |

## Equipos participantes
| Nombre               | Ciudad                   | Fundación               | Estadio                                 |
| -------------------- | ------------------------ | ----------------------- | --------------------------------------- |
| Audax Italiano       | Santiago (La Florida)    | 30 de noviembre de 1910 | Bicentenario Municipal de La Florida    |
| Cobreloa             | Calama                   |                         |                                         |
| Cobresal             | El Salvador              | 5 de mayo de 1979       | El Cobre                                |
| Colo-Colo            | Santiago (Macul)         | 19 de abril de 1925     | Monumental                              |
| Coquimbo Unido       | Coquimbo                 | 15 de agosto de 1957    | Bicentenario Francisco Sánchez Rumoroso |
| Deportes La Serena   | La Serena                | 9 de diciembre de 1955  | La Portada                              |
| Curicó Unido         | Curicó                   | 26 de febrero de 1973   | La Granja                               |
| Unión Española       | Santiago (Independencia) | 18 de mayo de 1897      | Santa Laura                             |
| Universidad Católica | Santiago (Las Condes)    | 21 de abril de 1937     | San Carlos de Apoquindo                 |
| Universidad de Chile | Santiago (Ñuñoa)         | 24 de mayo de 1927      | Nacional Julio Martínez                 |
| Everton              | Viña del Mar             | 24 de junio de 1909     | Sausalito                               |
| Ñublense             | Chillán                  | 20 de agosto de 1916    | Bicentenario Municipal Nelson Oyarzún   |
| Palestino            | Santiago (La Cisterna)   | 20 de agosto de 1920    | Municipal de La Cisterna                |
| Santiago Morning     | Santiago (La Pintana)    | 16 de octubre de 1903   | Municipal de La Pintana                 |
| San Marcos de Arica  | Arica                    |                         | Municipal de Cerro Navia                |
| Santiago Wanderers   | Valparaíso               |                         |                                         |

## Tabla Regular
| Pos. | Equipo               | Pts. | PJ | G  | E | P  | GF  | GC  | Dif. |  |
| ---- | -------------------- | ---- | -- | -- | - | -- | --- | --- | ---- |  |
| 1    | Colo-Colo            | 43   | 15 | 14 | 1 | 0  | 190 | 4   | +186 |  |
| 2    | Everton              | 43   | 15 | 14 | 1 | 0  | 158 | 5   | +153 |  |
| 3    | Cobreloa             | 39   | 15 | 13 | 0 | 2  | 80  | 17  | +63  |  |
| 4    | Universidad de Chile | 33   | 15 | 11 | 0 | 4  | 73  | 35  | +38  |  |
| 5    | Audax Italiano       | 33   | 15 | 11 | 0 | 4  | 73  | 41  | +32  |  |
| 6    | Universidad Católica | 30   | 15 | 10 | 0 | 5  | 45  | 37  | +8   |  |
| 7    | Ñublense             | 25   | 17 | 8  | 1 | 8  | 50  | 39  | +11  |  |
| 8    | Santiago Wanderers   | 22   | 15 | 7  | 1 | 7  | 44  | 34  | +10  |  |
| 9    | Unión Española       | 20   | 15 | 6  | 2 | 7  | 37  | 55  | −18  |  |
| 10   | San Marcos de Arica  | 16   | 15 | 5  | 1 | 9  | 34  | 65  | −31  |  |
| 11   | Santiago Morning     | 16   | 15 | 5  | 1 | 9  | 26  | 69  | −43  |  |
| 12   | Cobresal             | 12   | 15 | 3  | 3 | 9  | 17  | 62  | −45  |  |
| 13   | Deportes La Serena   | 8    | 15 | 2  | 2 | 11 | 18  | 97  | −79  |  |
| 14   | Curicó Unido         | 7    | 15 | 2  | 1 | 12 | 16  | 86  | −70  |  |
| 15   | Palestino            | 5    | 15 | 1  | 2 | 12 | 24  | 96  | −72  |  |
| 16   | Coquimbo Unido       | −10  | 15 | 0  | 0 | 15 | 8   | 151 | −143 |  |

Actualizado a los partidos jugados el 4 de julio de 2011.
 Fuente: Memoria ANFP 2011
     Acceden a Play-Off